# بخش كندي
بخش‌ كندي هي قرية في مقاطعة سلماس، إيران. يقدر عدد سكانها بـ 294 نسمة بحسب إحصاء 2016.